# روزان ویت مسروپیان
روزان ویت مسروپیان (ارمنی: Ռուզան Վիթ Մեսրոպյան؛ انگلیسی: Ruzan Mesropyan؛ ۲۵ مارس ۱۹۷۳) یک بازیگر اهل ارمنستان است. وی از سال میلادی تا کنون مشغول فعالیت می‌باشد.

## زندگی‌نامه
وی در ۲۵ مارس ۱۹۷۳ در ایروان به دنیا آمد و از انستیتو دولتی هنری و نمایشی ایروان (۱۹۹۴) فارغ‌التحصیل شد. وی در تئاتر مخاطبان نوجوان و فرهنگستان دولتی تئاتر سوندوکیان فعالیت کرده است.

## گزیده فیلمشناسی
از فیلم‌ها یا برنامه‌های تلویزیونی که وی در آن نقش داشته‌است می‌توان به ودکا لیموترش، فرشته دیوانه، سوپر مامای ۲ اشاره کرد.